# Luye (Taitung)
Luye (chinesisch 鹿野鄉, Pinyin Lùyě Xiāng, W.-G. Lu4-yeh3 Hsiang1) ist eine Landgemeinde im Landkreis Taitung auf Taiwan (Republik China).

## Lage, Geographie
Luye liegt am südlichen Ende des Huatung-Tals, eines langgestreckten Tals, das sich Parallel zur Ostküste Taiwans erstreckt. Im Osten wird die Gemeinde durch das Haian-Gebirge begrenzt und im Westen durch die Ausläufer des Taiwanischen Zentralgebirges.

## Geschichte
Die Herkunft des Namens Luye ist unklar. Die ursprünglichen Bewohner der Gegend waren Angehörige des taiwanisch-indigenen Volkes der Amis. Ab dem 17. Jahrhundert wanderten allmählich Han-Chinesen vom chinesischen Festland ein. Zur Zeit der japanischen Kolonialherrschaft über Taiwan (1895–1945) wurde die Landwirtschaft und Infrastruktur des Gebietes systematisch entwickelt und einige verarbeitende Betriebe für die landwirtschaftliche Rohstoffe (Zucker, Campher) etabliert. Nach der Übernahme Taiwans durch die Republik China 1945 und der Niederlage der Kuomintang im chinesischen Bürgerkrieg gegen die Kommunisten (bis 1949) wurden im Gebiet Luyes etwa 400 vom Festland geflohene Kuomintang-Anhänger hier angesiedelt, wodurch sich die Bevölkerungsstruktur erheblich veränderte.

## Bevölkerung
Luye hat knapp 8000 Einwohner. Da die Gemeinde nicht wie andere Gemeinden des Landkreises Taitung überwiegend aus Bergland besteht, ist sie mit 80–90 Einwohnern pro km² etwas dichter besiedelt. Ende 2017 gehörten 2363 Personen (knapp 30 % der Bevölkerung) indigenen Völkern an.
Die nach dem Zensus 2010 zu Hause gesprochenen Sprachen waren (Personen über 5 Jahre, Mehrfachnennungen möglich): Mandarin 85,6 %, Taiwanisch 72,1 %, Formosa-Sprachen 21,8 %, Hakka 10,6 %, Andere 5,2 %.
| Gliederung von Luye                                                                                   |
| Ruihe 瑞和村 Ruiyuan 瑞源村 Ruilong 瑞隆村 Ruifeng 瑞 豐 村 Yongan 永安村 Longtian 龍田村 Luye 鹿野村 |

## Verwaltungsgliederung
Luye ist in 7 Dörfer (村, Cūn) unterteilt: Longtian (龍田村), Ruifeng (瑞豐村), Yongan (永安村), Ruihe (瑞和村), Ruilong (瑞隆村), Ruiyuan (瑞源村) und Luye (鹿野村).

## Wirtschaft
Dominierender Erwerbszweig ist die Landwirtschaft, in der mehr als die Hälfte der Bevölkerung beschäftigt sind. Die Gemeindeverwaltung ist um eine Förderung ökologisch verträglicher „organischer“ und ortstypischer Produkte bemüht. Angebaut werden vor verschiedene Früchte (Ananas, Zimtapfel, Pflaume, Birne, Drachenfrucht, Atemoya, Passionsfrucht, Zuckerrohr u. a.). Als eine ortstypische Besonderheit gilt der hier angebaute Oolong-Tee, der in verschiedenen Sorten („Fulu“-Tee, Zedernfrucht-Tee, Jasmin-Tee, …) erhältlich ist.

## Verkehr
Wichtigste Verkehrsader ist die Provinzstraße 9, die von Taitung im Süden durch Luye in Richtung Huatung-Tal zieht. Durch Luye verläuft auch in Nord-Süd-Richtung die Taitung-Linie (花東線) der Taiwanischen Eisenbahn. Es gibt drei Haltebahnhöfe in den Dörfern Ruihe, Ruiyuan und Luye.

## Tourismus
Touristische Aktivitäten in Luye sind Natursportarten (Wandern, Fahrradfahren), sowie die Besichtigung von landwirtschaftlichen Betrieben wie des Hochland-Teebauernhofs Luye. Bekannt ist auch das jährliche Heißluftballon-Festival das zwischen Ende Juni und Anfang August stattfindet.

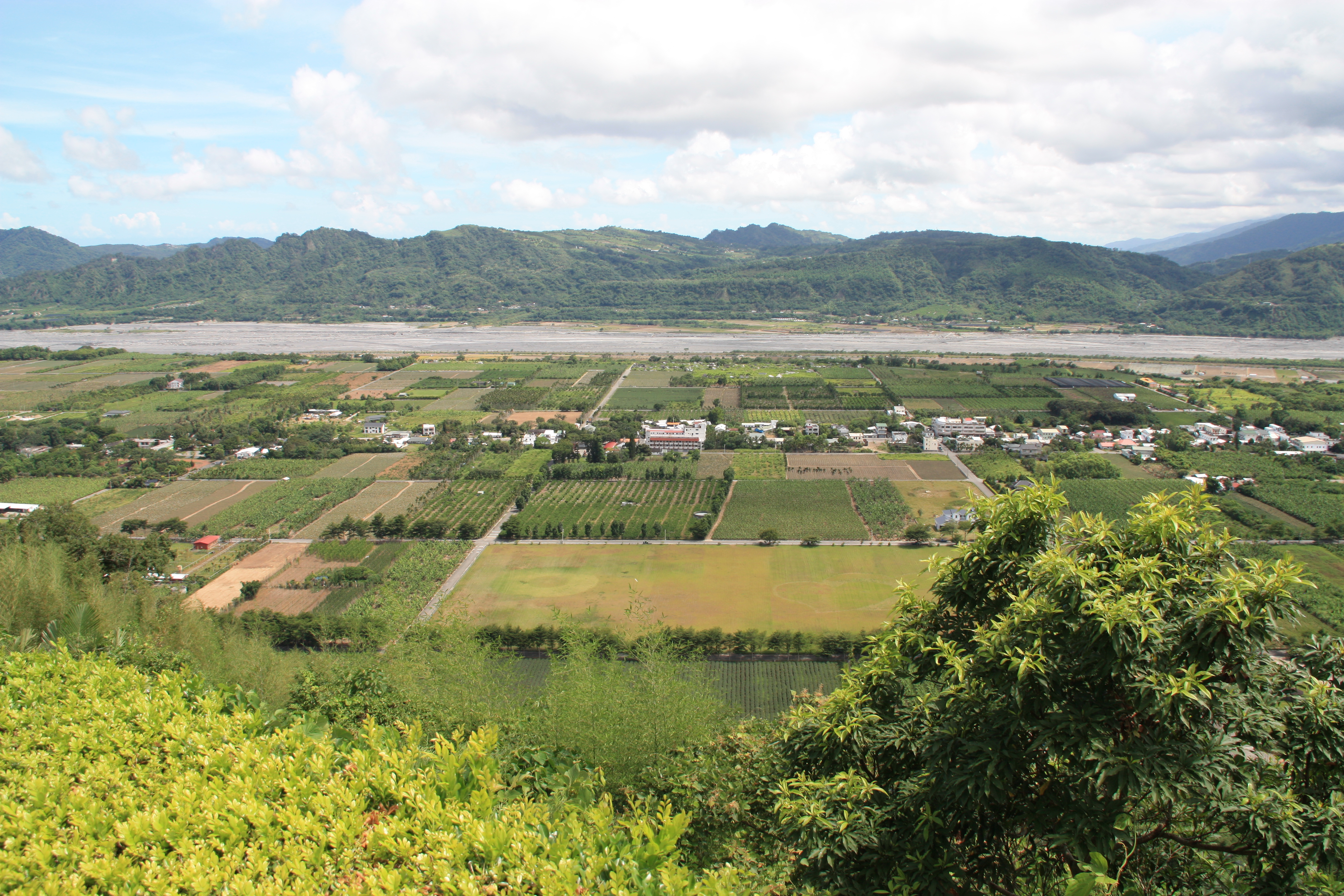
Blick auf Luye Richtung Osten
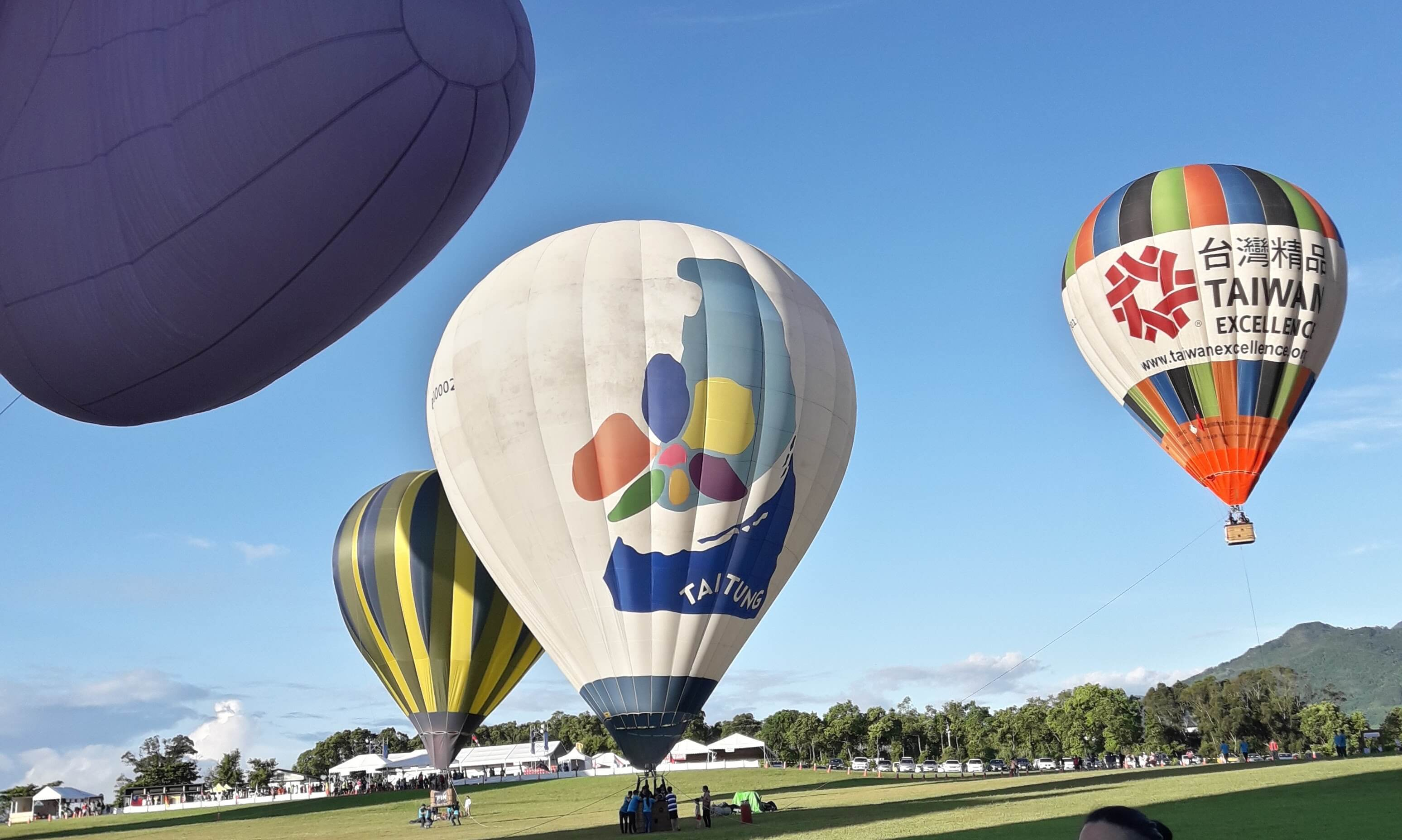
Heißluftballons in Luye (2017)